# Ólavsøka

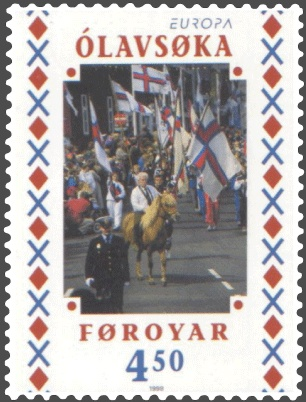
Ólavsøka - Caballos desfilando.

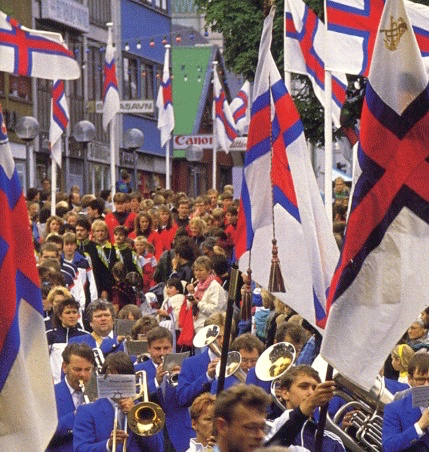
Desfiles en Tórshavn.

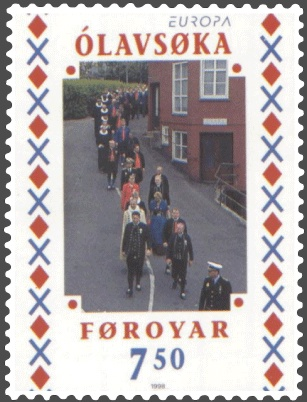
Ólavsøka - Clérigos y políticos desfilando.

El Ólavsøka es una fiesta nacional de las Islas Feroe que se celebra el 29 de julio. Es el día en que el Parlamento de las Islas Feroe (Løgting), abre su sesión.
El significado literal es Velatorio de San Olaf, o vigilia sancti Olavi en latín, por la muerte de San Olaf en la batalla de Stiklestad de 1030. Como otras fiestas feroesas, el vøka empieza la tarde anterior, así que el Ólavsøka empieza siempre el 28 de julio.
Ólavsøka es el día del año en el que muchos feroeses abarrotan la capital Tórshavn, se celebran las finales de las competiciones de remo (Havnarbáturin) que es una de las citas más importantes del deporte feroés. Además, hay exposiciones de arte, teatro, música folk y danza faroesa.
La forma de saludar en Ólavøka en feroés es Góða Ólavsøku! (¡Buen Velatorio de San Olaf!).